# Йозеф Моравчик
Йозеф Моравчик (на словашки: Jozef Moravčík) е учен, дипломат и политик от Словакия и бивша Чехословакия.

## Биография
Роден е в Очова, окръг Зволен, Банскобистришки край на 19 март 1945 г. Следва в Юридическия факултет на Карловия университет в Прага и в Юридическия факултет на Университета „Коменски“ в Братислава.
От 1972 г. е преподавател в Карловия университет в Прага, доцент по търговско право (1985), завеждащ Катедра „Търговско право“ (1985 – 1990), декан на Юридическия факултет (януари 1990 – февруари 1991).
Става депутат в парламента на Словакия (1991, 1994 – 1998) и на Чехословакия (1992). Председател е на Демократическия съюз на Словакия.
От юли до декември 1992 г. е министър на външните работи на Чехословакия и председател на Организацията за сигурност и сътрудничество в Европа, а след това е външен министър на Словакия (март 1993 – декември 1994). Успоредно е министър-председател на Словакия от 16 март до 13 декември 1994 г. По-късно е кмет на Братислава (1998 – 2002).